# دیمیترو هوردینکو
دیمیترو هوردینکو (انگلیسی: Dmytro Hordiyenko؛ زادهٔ ۲ مارس ۱۹۸۳) بازیکن فوتبال اهل اوکراین است.
از باشگاه‌هایی که در آن بازی کرده‌است می‌توان به باشگاه فوتبال اسپارتاک ایوانو-فرانکیفسک و باشگاه فوتبال دنیپرو اشاره کرد.